# Borisz Nyikolajevics Jelcin
Borisz Nyikolajevics Jelcin (oroszul: Борис Николаевич Ельцин; Butka, 1931. február 1. – Moszkva, 2007. április 23.) orosz politikus, Oroszország első választott elnöke 1991 és 1999 között.

## Életrajza
1931. február 1-jén született a ma a Szverdlovszki területen fekvő Butka nevű faluban, kuláknak nyilvánított parasztcsalád gyermekeként. Szülei Nyikolaj Ignatyjevics Jelcin és Klavgyija Vasziljevna Sztarigina voltak. A családnak három gyermeke közül Borisz volt az egyetlen fiú. 1955-ben Szverdlovszkban, az Uráli Kirov Műszaki Főiskolán szerzett építőmérnöki diplomát. Ettől az évtől az építőiparban dolgozott különböző beosztásokban, 1963-tól a Szverdlovszki Házépítő Kombinát főmérnökeként, majd igazgatójaként.

## Politikai pályája
1961-ben lépett be a Szovjetunió Kommunista Pártjába. 1968-ban kinevezték a szverdlovszki területi pártbizottság osztályvezetőjévé, majd 1976-ban első titkárává. Tisztségénél fogva tagja lett 1984-ben a Legfelsőbb Tanács Elnökségének. 1985-től tagja lett a Központi Bizottságnak, annak az építőipari osztályát vezette, majd '85 közepétől titkári teendőket látott el. 1985. december 24-én a moszkvai pártbizottság  Grisin helyébe az első titkárává választotta. 1986-ban a XXVII. pártkongresszust követően megvált KB-titkári posztjától és a Politikai Bizottság póttagja lett. A moszkvaiak körében nagy népszerűségre tett szert a mindennapi életet jól ismerő területi első titkár. 1987 októberében megvált póttagságától, november 11-től pedig leváltották a moszkvai vezetés éléről. 1987. november 18-án kinevezték a Szovjetunió Állami Építési Bizottsága első elnökhelyettesének. 1989-ben moszkvai választókerületében elsöprő többséggel választották be a Népi Küldöttek Kongresszusába, amelynek 1990. május 29-től elnöke. 1990. július 12-én, az SZKP XXVIII. kongresszusán kilépett a pártból. Az 1991. június 12-i elnökválasztáson 57,3%-kal nyert Nyikolaj Rizskov előtt. Miután 1991 augusztusában leverték a szovjet keményvonalasok (többek között Gennagyij Janajev, a Legfelső Szovjet alelnöke, Mihail Gorbacsov után a második ember) által vezetett puccsot, november 6-án Oroszország területén betiltotta a szovjet és orosz kommunista pártot. 1991 decemberében Leonyid Kravcsuk ukrán elnökkel és Sztanyiszlav Suskevics fehérorosz parlamenti elnökkel bejelentette a Szovjetunió felbomlását. Az orosz alkotmányban rögzített legfelső főparancsnoki tisztség mellett tíz napig, 1992. május 18-ig ideiglenesen a védelmi miniszteri tisztet is betöltötte, és Pavel Gracsov hadseregtábornok csak a miniszter első helyettese volt, de ezután ő lett a védelmi miniszter. Ezután jelentős szerepet vállalt a Szovjetunió helyébe lépő Független Államok Közösségének létrehozásában. Az orosz parlamenttel alkotmányos válságba torkolló vitája alakult ki, a Duma leváltotta, helyére Ruckojt nevezték ki elnöknek, de a fegyveres erők Jelcin mellé álltak, és véres harcok árán (a halottak száma ma sem ismert, de becslések 1000 áldozatról írnak) sikerült leverni a képviselők és támogatóik ellenállását. Az ezt követő 1993. december 12-i népszavazáson Jelcin megszerezte a szavazók többségének támogatását, és elérte az orosz elnök hatalmának kiterjesztését az új orosz alkotmány által. 1996-ban is megnyerte az elnökválasztást, mely után a moszkvai Kardiológiai Kutatóintézetben bypass műtétet hajtottak végre rajta. Munkáját ezután sokszor kellett megszakítania szívbetegségének kezelése miatt. Alkoholizmusa közismert volt, emiatt diplomáciai bonyodalmak is keletkeztek. Közeli hozzátartozói és munkatársai szerint Jelcin alkoholizálása abból fakadt, hogy az elnök állandó stresszben élt és nehezen viselte az igencsak megterhelő államfői feladatokat, különösen a Szovjetunió felbomlása utáni káoszban.
Jelcin nevéhez fűződik az oroszországi magánosítás elindítása, amely 1996 körül csúcsosodott ki. A folyamat ún. kuponos privatizációként indult (minden állampolgár 10 000 rubel értékű részvénytulajdonra feljogosító kupont kapott), de a kuponok koncentrációja hamar megtörtént, ugyanis a bennfentesek, vagy tehetősebbek, esetleg külföldi támogatást élvezők hamar felvásárolták a magyar kárpótlási jegyek ottani megfelelőit. Ekkor alakult ki az oligarchák csoportja akik kezében mérhetetlen vagyonok összpontosultak. Néhány ismertebb oligarcha: Borisz Berezovszkij, Mihail Hodorkovszkij, Vlagyimir Potanyin, Vlagyimir Bogdanov, Oleg Gyeripaszka, Rem Vjahirev, Vagit Alekperov, Alekszandr Szmolenszkij, Viktor Vekszelberg, Mihail Fridman, Roman Abramovics.
1999 tavaszán, amikor a NATO erők bombázni kezdték Milošević Szerbiáját a koszovói megtorlások miatt, azzal fenyegette meg az Egyesült Államokat, hogy Oroszország a nukleáris fegyverek teljes spektrumával rendelkezik. Harcias kijelentései még a kevésbé higgadt oroszországi vezető politikusok körében sem találtak pozitív visszhangra, maga Jelcin az aktív nagypolitikából kezdett fokozatosan kivonulni. 1999 augusztusában Vlagyimir Putyint nevezte ki miniszterelnöknek. 1999. december 31-én lemondott hivataláról és utódául Vlagyimir Putyint jelölte meg.

## Élete elnöksége után
1987 után többször kapott szívrohamot. Az 1996-os bypass műtéte után haláláig kezelésekre járt. A lett elnökasszony 2006-ban a legmagasabb lett kitüntetést adományozta az akkor már 75 éves Jelcinnek. 2007. április 23-án a Kreml kórházában hunyt el szívelégtelenség következtében.

## Munkásságának értékelése
Borisz Jelcin az új Oroszország létrejötte során az egyik legellentmondásosabb politikai személyiség volt. 1991 és 1993 között a világ az ő személyében látta a garanciát arra, hogy nem lesz politikai visszarendeződés, és Oroszország elindulhat a társadalmi demokratizálódás, a gazdasági átalakulás útján. Erőskezű, határozott vezetőként, nem igazán demokratikus eszközökkel (az orosz parlament alkotmányos döntése elleni fegyveres fellépés, a moszkvai Fehér Ház szétlövetése, a Kommunista Párt betiltása, az első csecsen háború) megakadályozta az ország további felbomlását és polgárháború kialakulását.
Második elnöki ciklusában, 1996-tól kezdődően súlyosbodó alkoholizmusa, szívbetegsége és ennek kapcsán is gyengülő tekintélye miatt már nem volt képes kézben tartani az ország irányítását. Ezt tetézte az 1998-as oroszországi gazdasági válság, amelynek nyomán – az addigi orosz történelemben szinte példátlan módon – önként távozott a hatalomból.

## Művei magyarul
- Az árral szemben. Önéletrajz; angolból ford. Csillag Zsuzsa, Körös László; Képes 7 Könyvek, Bp., 1990
- Éjszakai naplójegyzetek; ford. Komáromi Rudolf; Ulpius-ház, Bp., 2001